# Ситник Олександер Миколайович
Олекса́ндер Микола́йович Си́тник (* 1964) — український історик, доктор історичних наук, професор кафедри історії та археології МДПУ ім. Б. Хмельницького.

## Біографія
Народився у с. Хацьки[джерело?] Черкаської області 20 лютого 1964 року.
У 1990 році закінчив Ужгородський державний університет за спеціальністю «історик». У грудні 1993 року там же захистив дисертацію на здобуття наукового ступеня кандидата історичних наук за темою «Історія України доби Середньовіччя в наукових студіях В. Г. Ляскоронського». У вересні 2010 року в Ужгородському національному університеті захистив дисертацію на здобуття наукового ступеня доктора історичних наук за темою: «Розвиток ідеологічних напрямків і концепцій в Україні (від початку ХІХ ст. — до 1939 р.)».
З 1997 року проживав у Донецьку, де працював у Донецькому юридичному інституті МВС України. У 2014 році, під час окупації території, виїхав з сім'єю до Запорізької області. З 2015 року працює в Мелітопольському державному педагогічному університеті імені Богдана Хмельницького. Після початку повномасштабного вторгнення разом з родиною знову був змушений евакуюватися. Зараз[коли?] проживає у місті Умань.[джерело?]

## Науковий доробок
Доктор історичних наук, професор. Спеціалізується на дослідженні історії України, зокрема періоду ХІХ-ХХ століть. Автор багатьох наукових праць, серед яких книга «Історія України у ХІХ столітті». Наукові інтереси: історія ідеології, українська історіософія, нематеріальна культурна спадщина національних меншин України.
Ситник Олександр Миколайович — активний учасник наукового життя України та член численних наукових громадських організацій.
Керівник Мелітопольського відділення Центру східноєвропейських наукових студій.